# SHOCK HEARTS
「SHOCK HEARTS」（ショックハーツ）は2000年4月5日に発売されたTHE YELLOW MONKEY21枚目のシングル。発売元はBMGファンハウス。

## 解説
- 外部プロデューサーを起用した「実験3部作」の最終作であり、森俊之とのコラボレーションシングル。「ツアー前のシングルは盛り上がるナンバーがいい」というギターの菊地英昭の強い要望によりリリースされた[1]。
- 森はこの曲を「テクノ」と評している[2]。吉井は「60年代のバカサイケとビートルズのようなブリティッシュビートをイメージして作った。あと、ちょっとアニメの歌っぽい感じ、『ハクション大魔王』みたいな」と語っている[3]。
- シングルのジャケットデザインは永井豪が手掛けた。
- PVにはほんの数秒だが、『LOVE LOVE SHOW』のカットが映るシーンがある。

## 収録曲
1. SHOCK HEARTS
（作詞・作曲：吉井和哉 / 編曲：THE YELLOW MONKEY・森俊之）
大鵬薬品工業「チオビタドリンク」CMソング。タイトルは「触発」と掛けている。
2. DEAR FEELING 
（作詞・作曲：吉井和哉 / 編曲：THE YELLOW MONKEY・笹路正徳）
吉井曰く「最終的には人類創世みたいな雰囲気になったらいいな、みたいなイメージで作った」。複雑な構成の曲であり、吉井は「プチプログレ」と呼んでいるという[3]。
3. SHOCK HEARTS（Karaoke）
（作曲：吉井和哉 / 編曲：THE YELLOW MONKEY・森俊之）

## 収録アルバム
＃1. SHOCK HEARTS
- 『8』（2000年7月26日）
- 『GOLDEN YEARS Singles 1996-2001』（2001年6月13日）

＃2. DEAR FEELING 
- 『8』（2000年7月26日）※アルバムバージョン
- 『MOTHER OF ALL THE BEST』（2004年12月8日）※初回版DISC3

## カバー
＃1. SHOCK HEARTS
- metalmouse（2009年12月19日、『THIS IS FOR YOU〜THE YELLOW MONKEY TRIBUTE ALBUM』）